# Electricitat solar

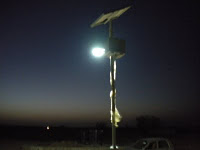
Panell solar.

L'electricitat solar és l'electricitat produïda per la conversió de l'energia solar en electricitat, ja sigui utilitzant directament la energia solar fotovoltaica, indirectament utilitzant energia solar concentrada en una central tèrmica solar o una combinació de les anteriors. És una font d'energia renovable
El 2023, l'energia solar va generar el 5% de l'electricitat mundial, en comparació de l'1% el 2015, quan es va signar l'Acord de París per limitar el canvi climàtic. Juntament amb l'energia eòlica terrestre, a la majoria dels països, el cost anivellat de l'energia més barat per a noves instal·lacions és l'energia solar a escala comercial.

## Potencial

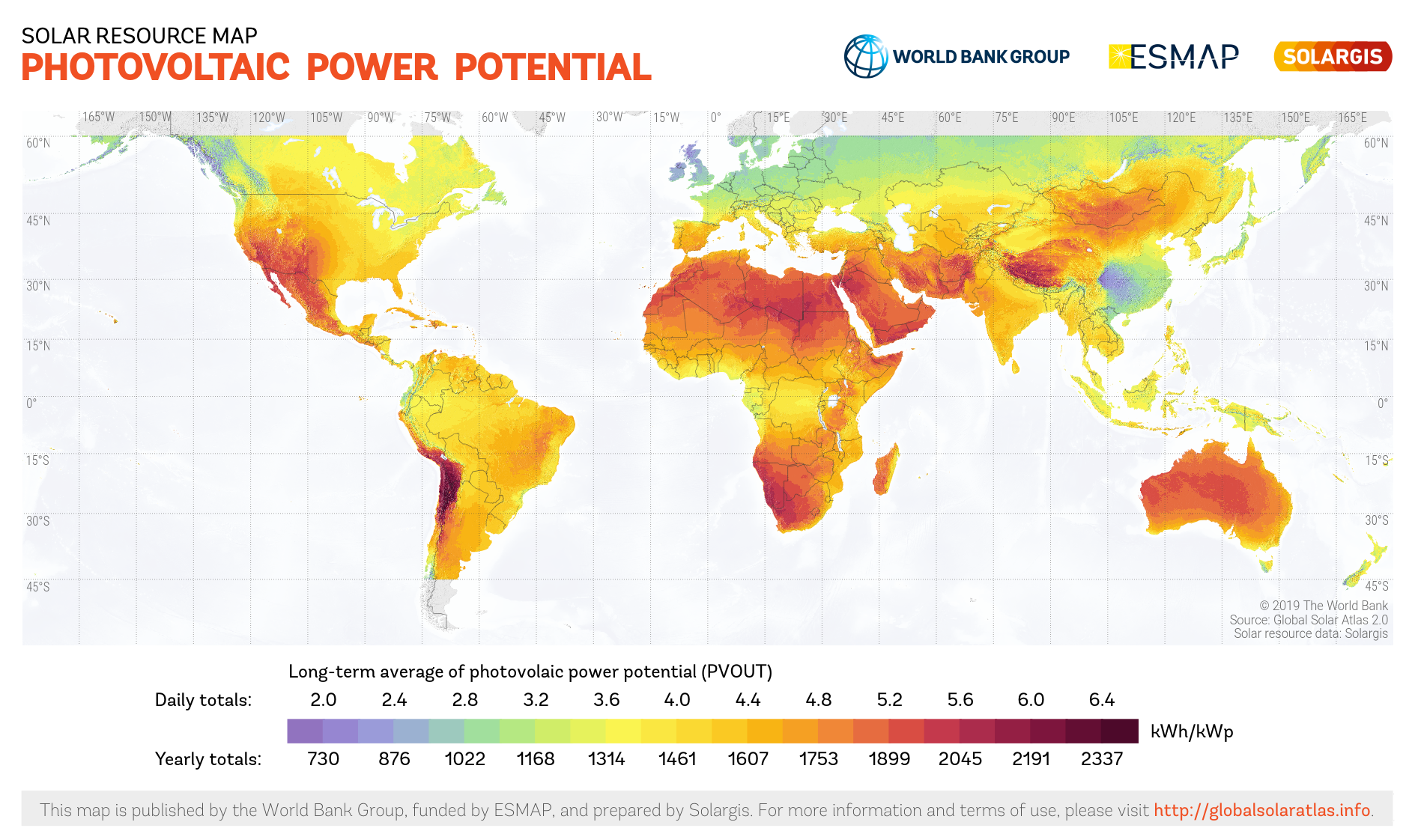
Energia solar estimada disponible per a generació d'energia. El mapa mostra la suma mitjana diària/anual de la producció d'electricitat d'una planta d'energia solar fotovoltaica connectada a la xarxa d'1 kW pic que cobreix el període comprès entre el 1994/1999/2007 (depenent de la regió geogràfica) i el 2018. La base de dades de recursos solars subjacent es calcula mitjançant el model Solargis a partir de dades atmosfèriques i satel·litàries amb intervals de temps de 15 i 30 minuts respectivament i una resolució espacial d'1 km. Més detalls a: https://globalsolaratlas.info

La geografia afecta el potencial d'energia solar perquè diferents llocs reben diferents quantitats de radiació solar. En particular, amb algunes variacions, les àrees més properes a l'equador generalment reben majors quantitats de radiació solar. Tot i això, l'ús d'energia fotovoltaica que pot seguir la posició del Sol pot augmentar significativament el potencial d'energia solar en àrees més allunyades de l'equador. La variació horària afecta el potencial de l'energia solar, perquè durant la nit hi ha poca radiació solar a la superfície de la Terra perquè l'absorbeixin els panells solars. Això limita la quantitat d'energia que els panells solars poden absorbir en un dia. La cobertura de núvols pot afectar el potencial dels panells solars perquè els núvols bloquegen la llum entrant del Sol i redueixen la llum disponible per a les cèl·lules solars.
A més, la disponibilitat de terreny té un gran efecte en l'energia solar disponible perquè els panells solars només es poden instal·lar en terrenys que altrament no s'utilitzarien i serien adequats per a panells solars. Les teulades són un lloc adequat per a les cèl·lules solars, ja que moltes persones han descobert que d'aquesta manera poden recollir energia directament a casa seva. Altres àrees adequades per a cèl·lules solars són terrenys que no s'utilitzen per a negocis, on es poden establir plantes solars.

## Energia solar fotovoltaica
L'energia solar fotovoltaica és una metodologia d'obtenció d'energia elèctrica gràcies a cèl·lules fotoelèctriques. Comptava, el 2019, amb una capacitat de producció de 600 GW al nivell mundial Els panells solars es poden instal·lar tant a ras de la terra o en bastidors més altes per aplicacions agrivoltaics, com integrats en les parets o sostres d'edificis. Així mateix es poden integrar específicament en enginys com ara vehicles, fanals, màquines de venda destacats de la xarxa de distribució, sovint en combinació amb una bateria.

## Energia solar concentrada
Els sistemes d'energia solar concentrada utilitzen lents o miralls i sistemes de seguiment solar per enfocar una gran àrea de llum solar en un feix petit. Les cèl·lules fotovoltaiques converteixen la llum en corrent elèctric mitjançant l'efecte fotovoltaic.

## Aspectes econòmics

### Cost per watt
Els factors de cost típics de l'energia solar inclouen els costos dels mòduls, els marcs per sostenir-los, el cablejat, els inversors, el cost de mà d'obra, el terreny que calgui, la connexió a la xarxa, el manteniment i la insolació solar que rebrà aquesta ubicació.
Els sistemes fotovoltaics no utilitzen combustible i els mòduls solen durar entre 25 i 40 anys. Per tant, els costos inicials de capital i finançament representen entre el 80% i el 90% del cost de l'energia solar.(p165)
Alguns països estan considerant posar límits als preus, mentre que altres prefereixen contractes per diferències.
La gran magnitud de l'energia solar disponible la converteix en una font d'electricitat molt atractiva. L'any 2020, l'energia solar era la font d'electricitat més barata. A l'Aràbia Saudita, l'abril de 2021 es va signar un acord de compra d'energia (PPA, Power Pucrchase Agreement) per a una nova planta d'energia solar a Al-Faisaliah. El projecte va registrar el cost més baix del món per a la producció d'electricitat solar fotovoltaica: 1,04 centaus de dòlar EUA/kWh.

### Preus d'instal·lació
Les despeses dels mòduls solars de banda d'alta potència han disminuït considerablement amb el temps. A partir del 1982, el cost per kW era d'aproximadament 27.000 dòlars nord-americans i el 2006 el cost va baixar a aproximadament 4.000 dòlars nord-americans per kW. El 1992, el sistema fotovoltaic costava aproximadament 16.000 dòlars nord-americans per kW i va baixar a aproximadament 6.000 dòlars nord-americans per kW el 2008.
El 2021, als EUA, l'energia solar residencial costava de 2 a 4 dòlars per watt (però les teules solars costaven molt més) i els costos d'energia solar per a serveis públics rondaven 1 dòlar per watt.

### Productivitat per ubicació
La productivitat de l'energia solar en una regió depèn de la irradiació solar, que varia al llarg del dia i de l'any i està influenciada per la latitud i el clima. La potència de sortida del sistema fotovoltaic també depèn de la temperatura ambient, la velocitat del vent, l'espectre solar, les condicions locals del terra i altres factors.
L'energia eòlica terrestre tendeix a ser la font d'electricitat més barata al nord d'Euràsia, Canadà, algunes parts dels Estats Units i la Patagònia a l'Argentina, mentre que en altres parts del món, es creu que és millor principalment l'energia solar (o, menys freqüentment, una combinació d'energia eòlica, solar i una altra energia baixa en carboni).(p8) Els models de la Universitat d'Exeter suggereixen que el 2030 l'energia solar serà més barata a tots els països excepte en alguns del nord-est d'Europa.
Els llocs amb més irradiació solar anual es troben als tròpics i subtròpics àrids. Els deserts que es troben a latituds baixes solen tenir pocs núvols i poden rebre llum solar durant més de deu hores al dia. Aquests deserts càlids formen l'anomenat Cinturó Solar Global (Global Sun Belt) que envolta el món. Aquest cinturó està format per extenses extensions de terra al nord d'Àfrica, al sud d'Àfrica, al sud-oest d'Àsia, l'Orient Mitjà i Austràlia, així com els deserts molt més petits d'Amèrica del Nord i del Sud.
Per tant, l'energia solar és (o es preveu que es converteixi en) la font d'energia més barata a tota Amèrica Central, Àfrica, Orient Mitjà, Índia, Sud-est Asiàtic, Austràlia i diversos altres llocs.(p8)
Tot seguit es mostren diferents mesures d'irradiació solar (irradiació normal directa, irradiació horitzontal global):

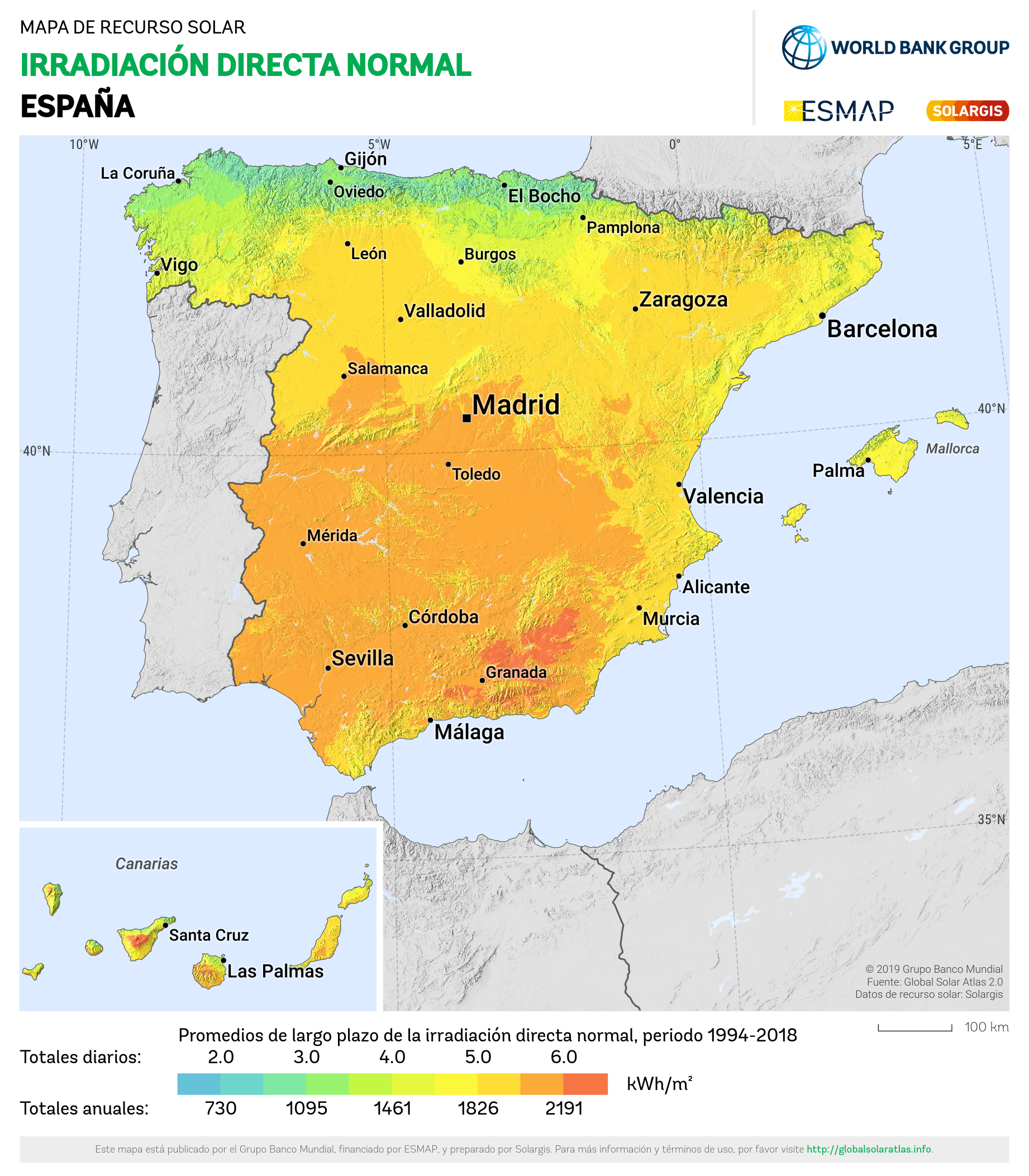
Espanya
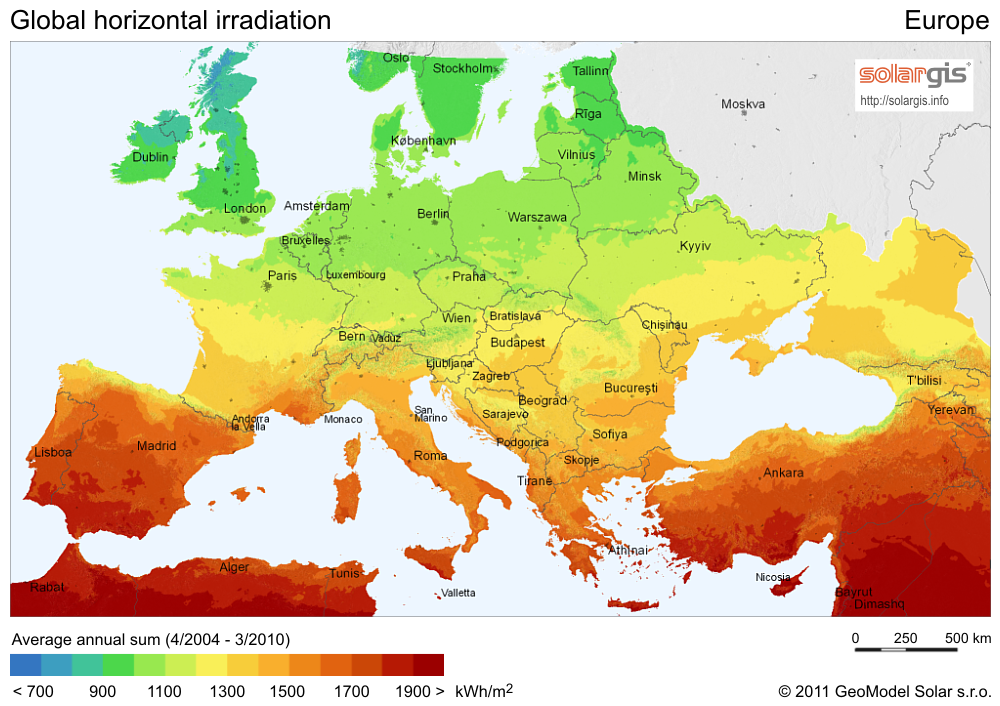
Europa
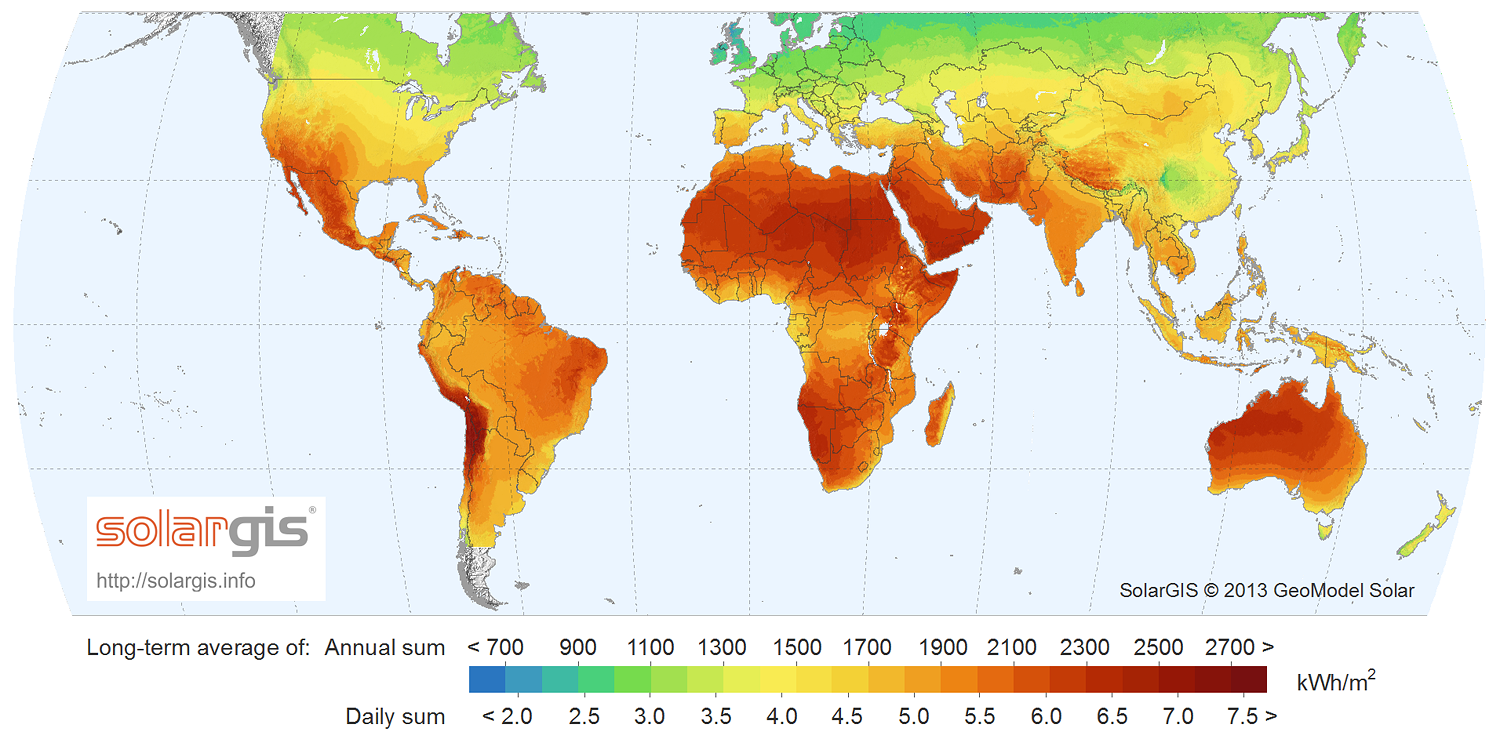
Món

### Autoconsum
En els casos d'autoconsum d'energia solar, el temps de recuperació de la inversió econòmica es calcula segons la quantitat d'electricitat que no es compra de la xarxa. Tot i això, en molts casos, els patrons de generació i consum no coincideixen, i part o tota l'energia es torna a la xarxa. L'electricitat es ven i en altres moments, quan es pren energia de la xarxa, es compra electricitat. Els costos i els preus relatius obtinguts afecten l'economia. En molts mercats, el preu pagat per l'electricitat fotovoltaica venuda és significativament inferior al preu de l'electricitat comprada, cosa que incentiva l'autoconsum. A més, a Alemanya i Itàlia, per exemple, s'han utilitzat incentius separats per a l'autoconsum. La regulació de la interacció amb la xarxa també ha inclòs limitacions a la injecció a la xarxa a algunes regions d'Alemanya amb grans quantitats de capacitat fotovoltaica instal·lada. En augmentar l'autoconsum, es pot limitar la injecció a la xarxa sense restriccions, cosa que desaprofita electricitat.
Una bona correspondència entre generació i consum és clau per a un alt autoconsum. El partit es pot millorar amb bateries o un consum elèctric controlable. Tot i això, les bateries són cares i la rendibilitat pot requerir la prestació d'altres serveis a més de l'augment de l'autoconsum, per exemple evitant talls d'energia. Els dipòsits d'emmagatzematge d'aigua calenta amb calefacció elèctrica amb bombes de calor o escalfadors de resistència poden proporcionar emmagatzematge de baix cost per a l'autoconsum d'energia solar. El desplaçament en el temps de certes càrregues d'electricitat, com ara rentaplats, assecadores i rentadores, poden proporcionar un consum controlable amb només un efecte limitat sobre els usuaris, però el seu efecte sobre l'autoconsum d'energia solar pot ser limitat.

### Preus, incentius i impostos de l'energia
El propòsit polític original de les polítiques d'incentius per a l'energia fotovoltaica (panells fotovoltaics) era facilitar un desplegament inicial a petita escala per començar a fer créixer la indústria, fins i tot quan el cost de l'energia fotovoltaica estava significativament per sobre de la paritat de la xarxa, per permetre que la indústria aconseguís les economies d'escala necessàries per assolir paritat de la xarxa. Des que es va assolir la paritat de xarxa, s'implementen algunes polítiques per promoure la independència energètica nacional, la creació de llocs de treball d'alta tecnologia i la reducció de les emissions de CO2.
Els incentius financers per a l'energia fotovoltaica difereixen entre països, inclosos Austràlia, la Xina, Alemanya, l'Índia, Japó i Estats Units, i fins i tot entre estats dins dels EUA.

#### Mesurament net

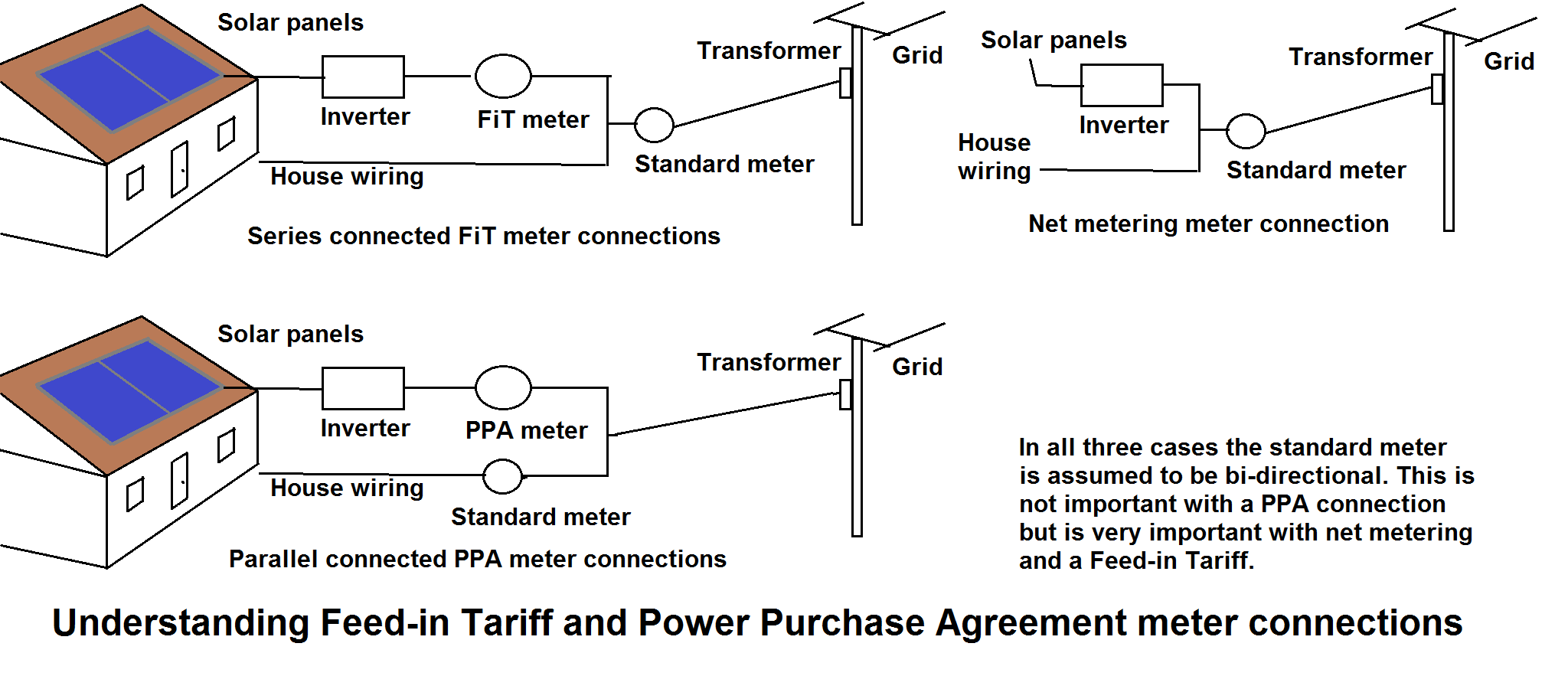
El mesurament net, a diferència d'una tarifa d'alimentació, només requereix un comptador de consum elèctric, però aquest ha de ser bidireccional (es pren de la xarxa i s'alimenta a la xarxa).

Al mesurament net, el preu de l'electricitat produïda és el mateix que el preu subministrat al consumidor, i al consumidor se li factura la diferència entre la producció i el consum. El mesurament net generalment es pot realitzar sense canvis als mesuradors d'electricitat estàndard, que mesuren amb precisió l'energia en les dues direccions i informen automàticament la diferència, i perquè permet als propietaris d'habitatges i empreses generar electricitat en un moment diferent del consum, utilitzant efectivament la xarxa com a bateria d'emmagatzematge gegant. Amb el mesurament net, els dèficits es facturen cada mes, mentre que els superàvits es transfereixen al mes següent. Les millors pràctiques exigeixen la renovació perpètua dels crèdits de kWh. Els crèdits excedents després de la terminació del servei es perden o es paguen a una taxa que va des de la tarifa majorista fins a la tarifa detallista o superior, igual que els crèdits anuals excedents.

#### Producció comunitària d'electricitat a partir del Sol

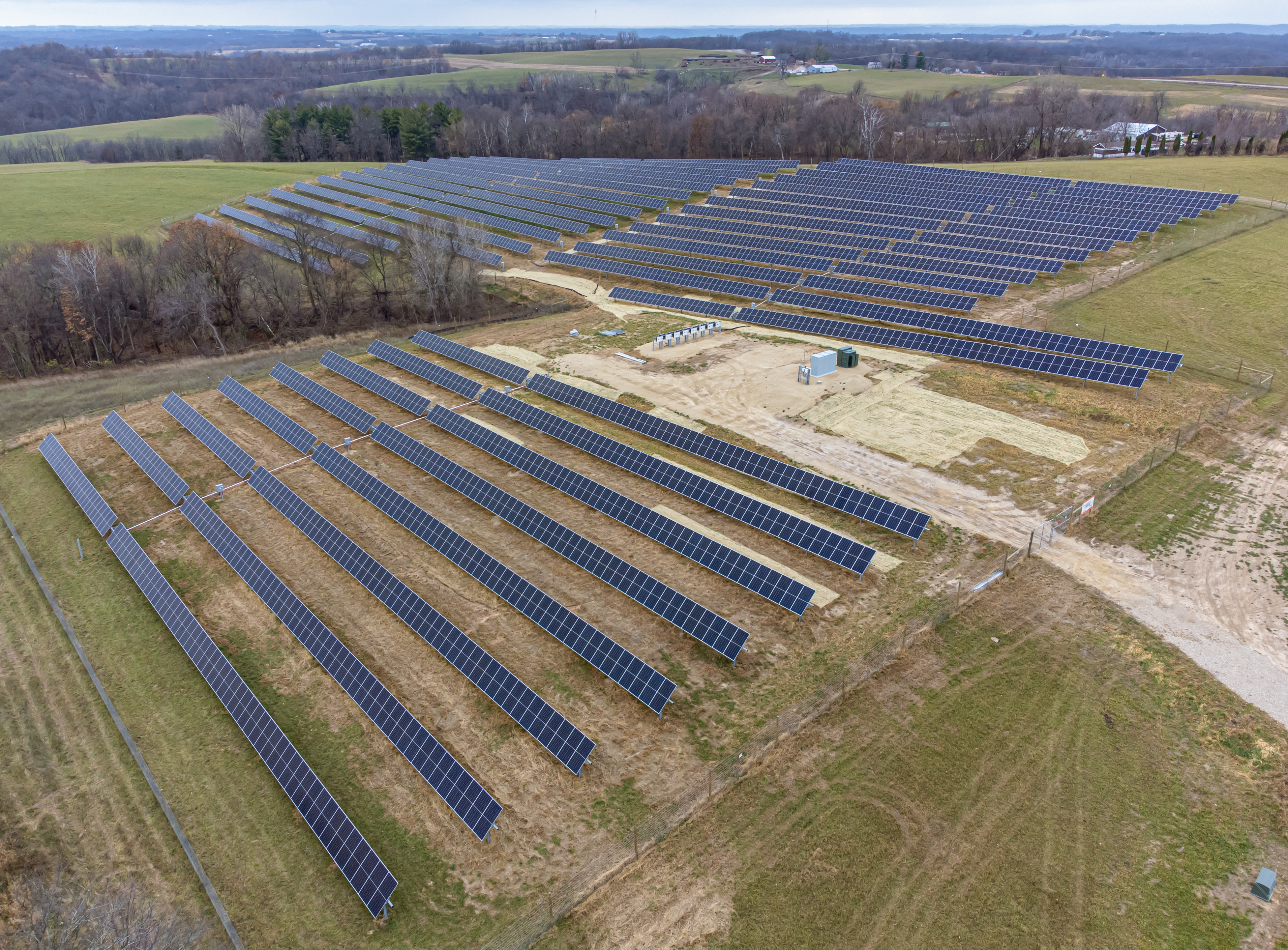
Granja solar comunitària a la ciutat de Wheatland, Wisconsin.

Un projecte solar comunitari és una instal·lació d'energia solar que accepta capital i proporciona crèdits de producció i beneficis fiscals a múltiples clients, inclosos individus, empreses, organitzacions sense ànim de lucre i altres inversors. Els participants solen invertir o subscriure's a una determinada capacitat de kW o generació de kWh de producció elèctrica remota.

#### Impostos
En alguns països s'han imposat aranzels (impostos d'importació) als panells solars importats.